# Любимов, Николай Андреевич
Никола́й Андре́евич Люби́мов (1834 — после 1917) — архитектор, академик архитектуры Императорской Академии художеств.

## Биография
Учился в Московском дворцовом архитектурном училище (1853—1854). Окончил училище со званием архитекторского помощника. Был аттестован Императорской Академией художеств (1857) на звание неклассного художника с правом производить строения за «проект технической школы». 
Трудился в Ярославской строительной и дорожной комиссии губернским секретарём. В 1865 году он начал исполнять обязанности младшего архитектора в Симбирске, через год Любимова утвердили в должности. По неподтверждённой информации, Любимов в 1869 году отбыл в Санкт-Петербург, где его назначили архитектором почтового Департамента и Санкт-Петербургского почтамта.
Получил звание академика архитектуры (1885) за «проект народного театра и столовой».
В 1883 коллежский советник. Состоял архитектором Главного управления почт и телеграфов. Член хозяйственно-технического комитета Императорского человеколюбивого общества. Работал в Москве (с 1888). Был награждён орденом Св. Анны 3-й степени (1883).
Среди основных работ в Петербурге: перестройка дома Почтового ведомства (Почтамтская, 7, 1870-е), ряд доходных домов (Колокольная, 12, 1886), архитектурная часть памятника императору Александру I перед Александровским лицеем (1889, скульптор П. П. Забелло).

## Проекты и постройки
- Карамзинский сквер (1866—1868)[2];
- восстановление здания Симбирской городской думы (1866, ныне Здание бывшей гимназии, в которой учился Ленин)[2];
- устройство Бульвара на Венце (1866)[2];
- восстанавливал здание Симбирского городского четырёхклассного училища (1866–1867, не сохранилось)[2];
- постройка и перестройка комплекса зданий Симбирской удельной конторы (ныне Ульяновский фармацевтический колледж)[2];
- Почтово-телеграфное здание в Царском Селе[5];
- Дом Почтового ведомства (перестройка). Почтамтский переулок, 4 — Почтамтская улица, 7 (1870)[6][7];
- Доходный дом (надстройка). Улица Восстания, 15 (1884)[5];
- Доходный дом Патковских. Колокольная улица, 7 — Поварской переулок, 17 (1886)[8];
- Производственное здание гвоздильного завода В. В. Бари. Звенигородская улица, 11 — улица Константина Заслонова, 29 (1887)[5].
- Памятник Александру I (скульптор П. П. Забелло) перед Александровским лицеем. Каменноостровский проспект, 21 (1889; не сохранился)[5].